# 北海道医療センター附属札幌看護学校
国立病院機構北海道医療センター附属札幌看護学校（こくりつびょういんきこうほっかいどういりょうセンターふぞくさっぽろかんごがっこう）とは、独立行政法人国立病院機構が北海道札幌市西区に設置する専修学校である。国立病院機構北海道医療センターとは山手通りを挟んだはす向かいに立地する場所にある。文科省付与の学校コードは「H101310700043」。

## 概要
札幌市内にあった国立病院附属の3看護学校が母体となって2003年に統合し開校した看護学校。実習先には隣接する北海道医療センターや北海道がんセンターが代表的な実習先である。また、奨学金制度も複数ある。

## 前史
旧国立札幌病院附属(現･北海道がんセンター)
- 1945年(昭和20年)12月 - 国立札幌病院 看護婦養成所(旧制度) 開所
- 1947年(昭和22年)9月 - 国立札幌病院 甲種看護婦養成所(3年制) 改組
- 1975年(昭和50年)4月 - 国立札幌病院 附属看護学校 改称

旧国立療養所附属
- 1943年(昭和18年)4月1日 - 傷痍軍人北海道第二療養所 附属看護婦養成所 開所
- 1977年(昭和52年)4月1日 - 国立療養所 札幌南病院 附属看護学校 改組

旧日本医療団附属(現･北海道医療センター)
- 1943年(昭和18年)4月1日 - 日本医療団 札幌療養所 附設看護婦養成所(2年制) 開設
- 1980年(昭和55年)4月1日 - 国立療養所 西札幌病院 附属看護学校(3年課程）改組

## 沿革
北海道医療センター附属
- 1995年（平成07年）1月23日 - 専門士の称号が付与できる専門学校の専門課程として認可。
- 2002年（平成14年）3月 - 保健師助産師看護師法の施行（旧保健婦助産婦看護婦法）により男女ともに「看護師」という名称に統一。
- 2003年（平成15年）4月1日 - 「国立札幌病院 附属看護学校」、「国立療養所 札幌南病院 附属看護学校」および「国立療養所 西札幌病院 附属看護学校」を統合し、国立療養所 西札幌病院附属 札幌看護学校を改組開設。
- 2004年(平成16年)4月1日 - 独立行政法人 国立病院機構 西札幌病院 附属札幌看護学校 改称
- 2010年(平成22年)3月 - 独立行政法人国立病院機構北海道医療センター附属札幌看護学校 改称

## 学科
- 看護学科（3年課程、学年定員80名、総定員240名）

## 卒業後の資格
- 専門士（医療専門課程）称号[1]
- 看護師国家試験の受験資格
- 保健師・助産師養成学校受験資格
- 大学教育学部養護教諭特別別科 受験資格
- 大学編入学資格

## 交通アクセス
- 地下鉄東西線・JRバス
  - 地下鉄東西線・西28丁目駅より、JRバス「循環西21」・「西21番」山の手線にて、バス停「北海道医療センター前」で下車。
  - 地下鉄東西線・琴似駅バスターミナルより、JRバス 「琴43番」西野中洲橋線にて、バス停「北海道医療センター前」で下車。
  - 地下鉄東西線・宮の沢駅より、JRバス「西21番」山の手線にて、バス停「北海道医療センター前」で下車。

- 車
  - 旭川・苫小牧方面より　札樽自動車道新川インターから西野屯田通り経由、山の手通り沿い。
  - 小樽・余市方面より　札樽自動車道札幌西インターから国道5号線、西野屯田通り経由、山の手通り沿い。